# 무인 세탁소

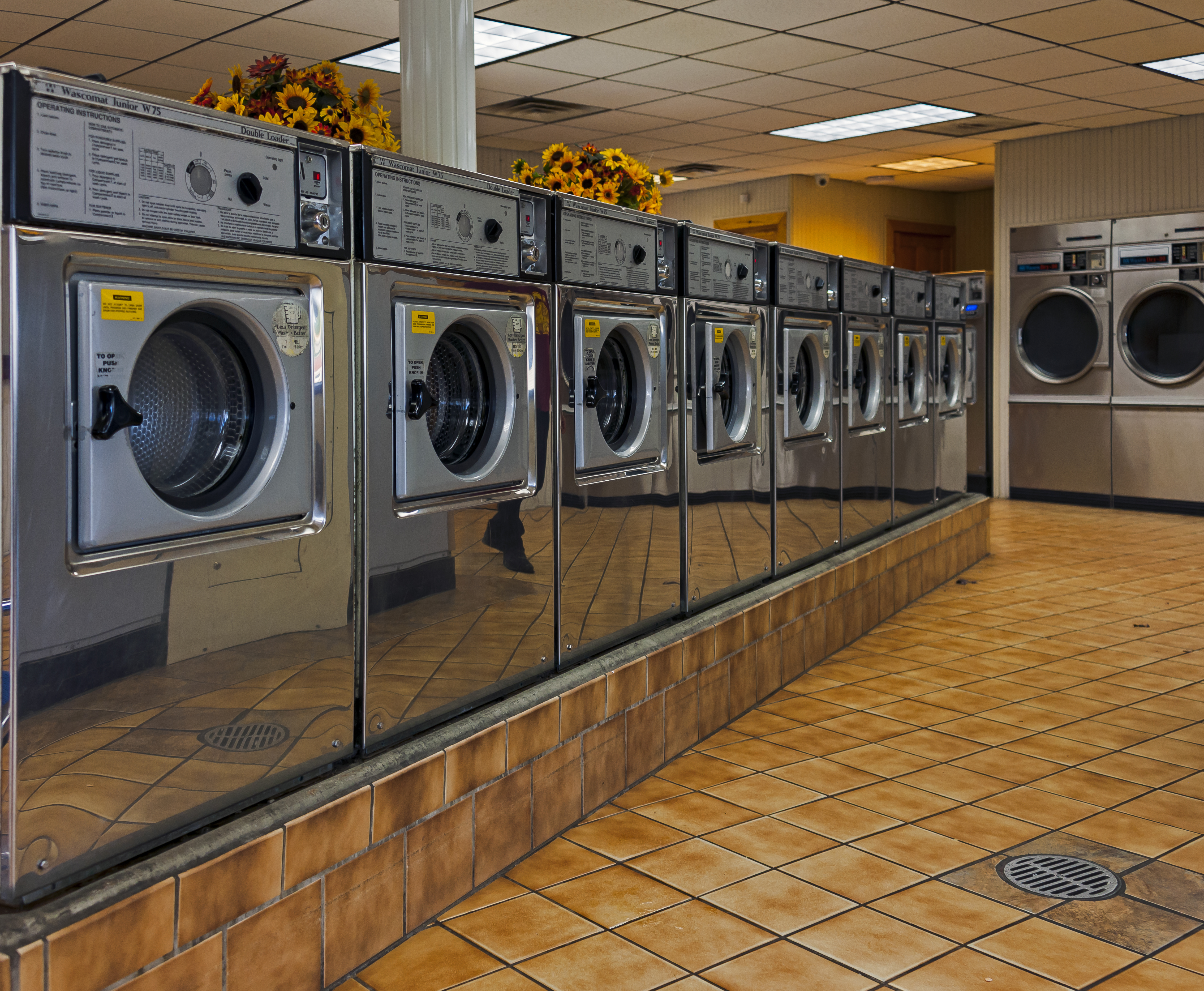

무인 세탁소(self-service laundry)는 세탁 및 건조 작업을 수행하는 종업원 없이 세탁을 수행하는 업소다. 세탁기와 건조기를 비치해 놓고 고객이 직접 사용하도록 한다. 거의 대부분 점주는 업소의 청소 및 기계의 유지관리 업무만 담당한다.
미국 등지에서는 다세대주택 건물주가 건물에 무인세탁소를 마련해 놓고 지대에 세탁실 사용료를 포함시켜 받기도 한다.